# Nowa
Nowa is een bestuurslaag in het regentschap Dompu van de provincie West-Nusa Tenggara, Indonesië. Nowa telt 3438 inwoners (volkstelling 2010).